# Roskovec (kommunhuvudort i Albanien)
Roskovec är en kommunhuvudort i Albanien.   Den ligger i distriktet Rrethi i Fierit och prefekturen Qarku i Fierit, i den centrala delen av landet, 70 km söder om huvudstaden Tirana. Roskovec ligger 18 meter över havet och antalet invånare är 6 657.
Terrängen runt Roskovec är platt åt nordväst, men åt sydost är den kuperad.  Runt Roskovec är det ganska tätbefolkat, med 199 invånare per kvadratkilometer.. 
Trakten runt Roskovec består till största delen av jordbruksmark.